# Wereldkampioenschappen moderne vijfkamp 1981
De wereldkampioenschappen moderne vijfkamp 1981 werden apart gehouden voor mannen en vrouwen. De vrouwen streden in Londen in het Verenigd Koninkrijk en de mannen in het Poolse Zielona Góra. Er stonden vier onderdelen op het programma, twee voor de mannen en twee voor de vrouwen.

## Medailles

### Mannen
| Onderdeel   | Goud | Goud                                              | Zilver | Zilver                                        | Brons | Brons                                         |
| ----------- | ---- | ------------------------------------------------- | ------ | --------------------------------------------- | ----- | --------------------------------------------- |
| Individueel | POL  | Janusz Pyciak-Peciak                              | ITA    | Daniele Masala                                | HUN   | Tamás Szombathelyi                            |
| Team        | POL  | Janusz Pyciak-Peciak Jan Olesiński Zbigniew Szuba | HUN    | Attila Császári Lajos Dobi Tamás Szombathelyi | ITA   | Daniele Masala Roberto Petroni Carlo Massullo |

### Vrouwen
| Onderdeel   | Goud | Goud                                   | Zilver | Zilver                               | Brons | Brons                                           |
| ----------- | ---- | -------------------------------------- | ------ | ------------------------------------ | ----- | ----------------------------------------------- |
| Individueel | SWE  | Anne Ahlgren                           | FRG    | Sabine Krapf                         | GBR   | Wendy Norman                                    |
| Team        | GBR  | Wendy Norman Sarah Parker Kathy Tayler | USA    | Allison Ried Joy Hansen Lean Skomski | SWE   | Anne Ahlgren Agneta Lekander Isabelle Lamprecht |

### Medaillespiegel
| Plaats | Land                | Goud | Zilver | Brons | Totaal |
| 1      | Polen               | 2    | 0      | 0     | 2      |
| 2      | Verenigd Koninkrijk | 1    | 0      | 1     | 2      |
| 2      | Zweden              | 1    | 0      | 1     | 2      |
| 4      | Italië              | 0    | 1      | 1     | 2      |
| 4      | Hongarije           | 0    | 1      | 1     | 2      |
| 6      | Italië              | 0    | 1      | 0     | 1      |
| 6      | Hongarije           | 0    | 1      | 0     | 1      |
| Totaal | Totaal              | 4    | 4      | 4     | 12     |